# Quillayute
La Quillayute (également appelée Quileute) est un fleuve des États-Unis qui coule dans la Péninsule Olympique dans l'État de Washington. Il se jette dans l'Océan Pacifique.

## Source de la traduction
- (de) Cet article est partiellement ou en totalité issu de l’article de Wikipédia en allemand intitulé « Quillayute River » (voir la liste des auteurs).